# Antiope (Q160)
«Антіоп» (Q160) (фр. Antiope (Q160) — військовий корабель, підводний човен типу «Діан» військово-морських сил Франції часів Другої світової війни.
Підводний човен «Антіоп» був закладений 28 грудня 1928 року на верфі компанії Ateliers et Chantiers de la Seine-Maritime у Ле-Тре. 18 серпня 1931 року він був спущений на воду. 12 жовтня 1933 року корабель увійшов до складу ВМС Франції.

## Історія служби
Підводний човен проходив службу в лавах французького флоту.
18 червня 1940 року через наближення військ вермахту до порту Брест «Антіоп» разом із підводними човнами «Касаб'янка», «Сфакс», «Персей», «Понселе», «Аякс», «Сірсе», «Тетіс», «Каліпсо», «Амфітріт», «Амазон», «Медузе», «Сібил» та «Орфі» евакуювався до Касабланки. Після поразки Франції у Західній кампанії весною-літом 1940 року корабель продовжив службу у складі військово-морських сил уряду Віші.
У листопаді 1940 року човен разом із підводними човнами «Сіді Феррух», «Орфі», «Медузе», «Амфітріт», «Амазон», «Сібил» та «Сфакс» дислокувався в Касабланці.
22 квітня 1941 року підводні човни «Антіоп», «Медузе» і «Орфі» вийшли з Касабланки в супроводі авізо «Ла Будез» до Орана. 24 квітня кораблі прибули в Оран, після чого два останні залишились у порту. 10 травня «Діана», «Еврідіка», «Антіоп» і «Тетіс» у супроводі «Ла Байонез» перейшли до Тулона, куди прибули 14 травня.
Опівночі 8 листопада 1942 року кораблі Центральної десантної групи союзників встали на якір на відстані 8 миль від Федали. О 6:00 ранку десантно-висадочні засоби з американським десантом на борту вирушили в напрямку берега для висадки на узбережжя Французької Північної Африки, зайняте французькими військами уряду Віші.
Близько 7 годин французькі підводні човни «Амазон», «Антіоп», «Медузе», «Орфі» та «Сібил» вийшли на патрулювання прибережних вод для протидії ворожому десанту, а ще за 50 хвилин у повітря піднялися винищувачі для перехоплення бомбардувальників з авіаносців «Рейнджер» і «Суоні». У повітряній бійці з американськими літаками сім французьких перехоплювачів було збито, палубна авіація США втратила від 4 до 5 своїх літаків. Під час зіткнення з корабельним угрупованням морського десанту «Сібил» зник під час патрулювання між Касабланкою та Федалою, інші ПЧ «Сіді-Ферух», «Кокера» і «Ле Тоннант» на виході з бухти Касабланки піддалися бомбардуванню американських літаків, зазнавши певних втрат.
10 листопада 1942 року три французькі підводних човни «Ле Тоннант», «Медузе» та «Антіоп», приховано підкравшись до авіаносця «Рейнджер», лінкора «Массачусеттс» і крейсера «Тускалуза», залпом випустили торпеди по кораблях противника. На щастя для американських кораблів торпедна атака не вдалась. У ході контратаки «Медузе», зазнавши уражень та намагаючись врятуватися від затоплення, наразився на мілину поблизу мису Капо Бланке. Рештки французького човна, полишеного екіпажем, були розбомблені літаком з американського легкого крейсера «Філадельфія».
«Антіоп» після невдалої атаки вдалося уникнути контратаки союзників та разом з «Амазон» прорватися до Дакара. У грудні 1942 року французький підводний човен увійшов до складу флоту Вільної Франції. У 1944 році його перевели до резерву.
З січня по березень 1945 року корабель пройшов на Філадельфійському військово-морському суднобудівному заводі у Філадельфії модернізацію, в результаті якої замість 13,2-мм великокаліберного кулемета встановили 20-мм автоматичну зенітну гармату «Ерлікон» Mk II/IV. Після ремонту, в липні 1945 року, човен через Азори повернувся до Орану. 1946 році списаний на брухт.